# 絲條葉紋鱨
絲條葉紋鱨，為輻鰭魚綱鯰形目脂鱨科的其中一種，為熱帶淡水魚，分布於非洲坦干伊喀湖流域，體長可達8.7公分，棲息在底層水域，生活習性不明。